# Pârâul Băilor
Pârâul Băilor sau Râul Băile Homorod  este un afluent al râului Homorodul Mare. 

## Hărți
- Harta județului Harghita